# Rie Saitō
Rie Saitō (斎藤 梨絵 Saitou Rie?; Hokkaidō, 26 giugno 1978) è una doppiatrice giapponese.

## Doppiaggio
In grassetto i ruoli importanti.

### Anime
- Dennō Coil (Daichi Sawaguchi)
- Ergo Proxy (Re-l Mayer)
- Fortune Dogs (Alice)
- Alice Academy (Same Boushi-kun)
- Hit o Nerae! (Satsuki Ikuta)
- Kekkaishi (Tokine Yukimura)
- Mahoraba (Mahiru Minazuki)
- Melody of Oblivion (Medusa/Ragazza coi capelli rossi)
- Shigofumi (Ana girl)
- Super Robot Wars OG: The Inspector (Dr. Eri Anzai)
- Tokyo Underground (segretaria di Pyron)
- Yakitate!! Japan (Inaho Azuma)
- Yomigaeru sora -RESCUE WINGS- (Taeko Yamaguchi)

### OAV
- Naruto: The Cross Roads (Yamame)

### Film
- WXIII - Patlabor The Movie 3 (Vari personaggi)

### Videogiochi
- Phantasy Star Universe (Maya Shidow)
- Naruto Shippūden: Kizuna Drive (Ryuka Tenro)
- Super Robot Wars Z (Tsine Espio)